# Mewa śródziemnomorska
Mewa śródziemnomorska (Ichthyaetus audouinii) – gatunek dużego ptaka z rodziny mewowatych (Laridae), występujący głównie w basenie Morza Śródziemnego. Narażony na wyginięcie. Nie wyróżnia się podgatunków.

## Morfologia

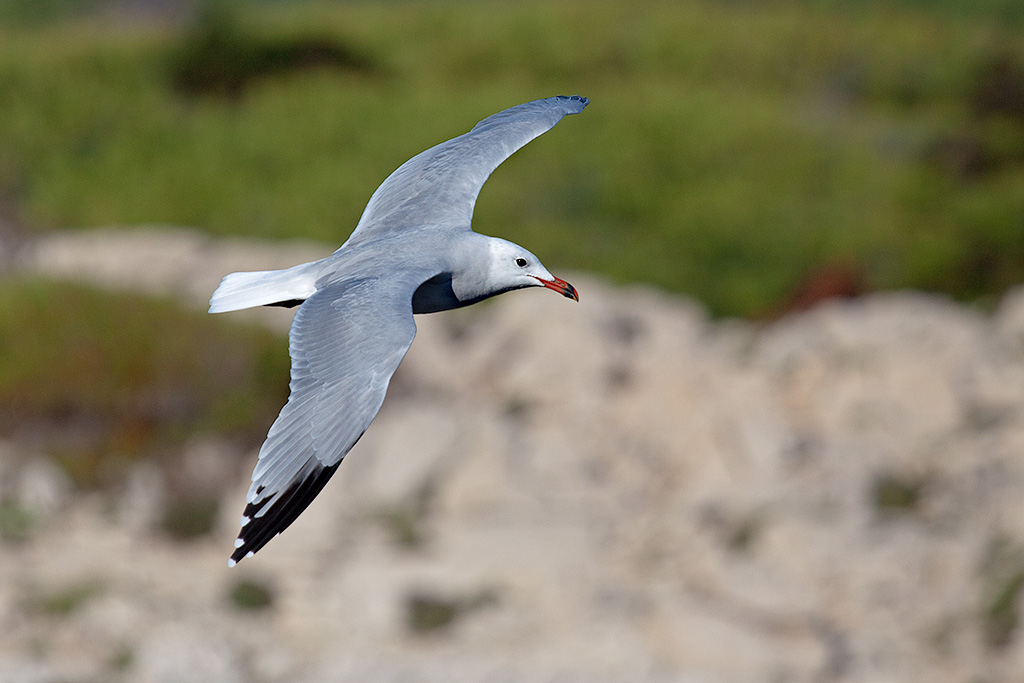
Mewa śródziemnomorska w locie

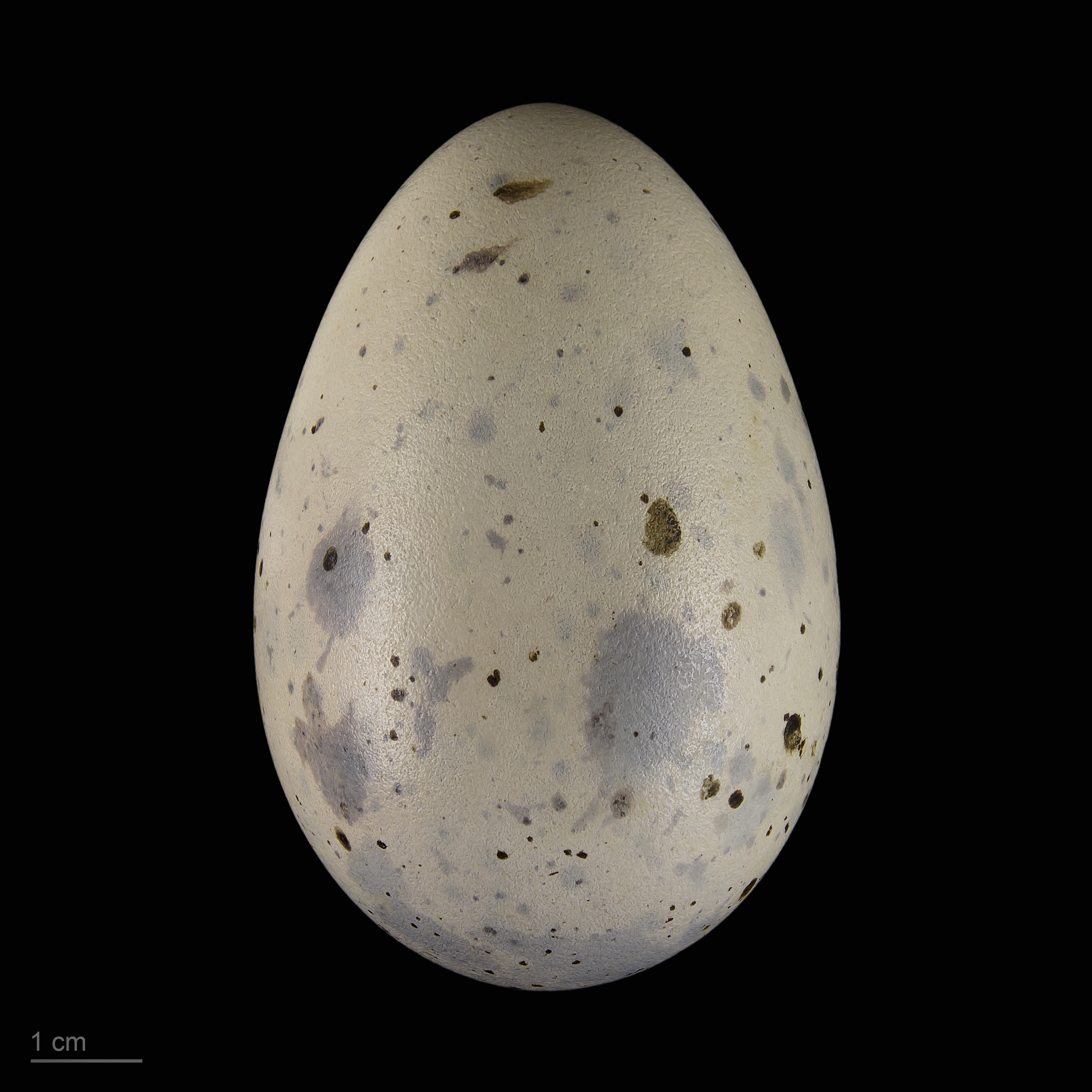
Jajo z kolekcji muzealnej

Długość ciała 48–52 cm; masa ciała 451–770 g; rozpiętość skrzydeł 125–138 cm.
Ma wąskie skrzydła i długi czerwony dziób z czarną „obrączką” w pobliżu jego końca.

## Zasięg występowania
Występuje głównie w basenie Morza Śródziemnego. Główne tereny lęgowe znajdują się w delcie rzeki Ebro, w okolicach Walencji (północno-wschodnia Hiszpania), na wyspach Islas Chafarinas i Alborán; rozrzucone kolonie na obszarze od Portugalii, Maroka i Algierii na wschód po Morze Egejskie, południową Turcję i Cypr. Zimuje w basenie Morza Śródziemnego oraz na wybrzeżach Afryki Zachodniej aż po Senegambię.
W czerwcu 2019 została po raz pierwszy zaobserwowana na terenie Polski i wciągnięta na listę krajowej awifauny.

## Pożywienie
Żywi się głównie rybami, zwłaszcza z rzędu śledziokształtnych. Jest jednak gatunkiem oportunistycznym i zjada także np. raki i inne bezkręgowce wodne, małe migrujące nad morzem ptaki, a na lądzie drobne ssaki i jaszczurki. Żeruje głównie na morzu.

## Status
Międzynarodowa Unia Ochrony Przyrody (IUCN) od 2020 roku uznaje mewę śródziemnomorską za gatunek narażony (VU – Vulnerable); wcześniej, od 2015 roku klasyfikowana była jako gatunek najmniejszej troski (LC – Least Concern), a od roku 2000 jako gatunek bliski zagrożenia (NT – Near Threatened). Liczebność światowej populacji szacuje się na około 33–46 tysięcy dorosłych osobników. Ogólny trend liczebności populacji uznawany jest za spadkowy.